# 紐曼斯普林斯 (加利福尼亞州)
紐曼斯普林斯（英語：Newman Springs）是位於美國加利福尼亞州萊克縣的一個非建制地區。該地的面積和人口皆未知。

## 地理
紐曼斯普林斯的座標為39°11′47″N 122°42′57″W / 39.19639°N 122.71583°W，而該地的平均海拔高度為658米（即2159英尺）。